# シモネンコ (小惑星)
シモネンコ (4280 Simonenko) は、小惑星帯にある小惑星。ニコライ・チェルヌイフがクリミア天体物理天文台で発見した。
ロシア人（またはウクライナ人）の天文学者アッラ・シモネンコに因んで名付けられた。